# Jarčja Dolina
Jarčja Dolina (Duits: Jartschinthal) is een plaats in Slovenië en maakt deel uit van de gemeente Žiri in de NUTS-3-regio Gorenjska. De plaats telde 67 inwoners op 1 januari 2020.